# Моцарха (башенный комплекс)
Моцарха (чечен. МоцIарха) — башенный комплекс XIII—XX веков на территории Чеченской Республики России. Относится к аулу Моцарха (Моцарой) в пяти километрах от озера Галанчёж. Состоит из комплекса жилых башен, мечети, и наскальных строений.

## Описание
По преданию, селение Моцарха было культовым центром этого исторического района Чечни и название его связано с грузинским «моцквари» — «поп». По данным историка изучавшего башенную архитектуру Лечи Ильясова, многие дошедшие до наших дней средневековые строения были построены каменщиками из близлежащих районов. Жилой башней под номером один владела фамилия Саралиевых в позднейшее время и называлась башней Сулеймана, по имени последнего владетеля.
Жилые башни находятся в полуразрушенном состоянии. У них отсутствуют покрытие и межэтажные перекрытия. Мечеть восстановлена и находится в хорошем состоянии. К востоку от селения в скальной нише горы Нашхой-лам, располагается башня Гарби, которая представляет собой нишу в скале, застроенную каменной стеной с входными и оконными проемами и бойницами. Она находится на высоте 200 метров, прямо над аулом Моцарой. Заподлицо вертикальному горному склону выложена стена из хорошо обработанного камня, с бойницами и дверным проемом, сзади этой стены находится пещера. Забраться в эту башню можно было только по трапу, который укладывался на специально выложенные каменные тумбы. Она находятся в хорошем состоянии. Состав 15 башен (15 жилых).
Моцархойский архитектурный комплекс представляет собой образец чеченского средневекового фортификационного и жилого зодчества. На стенах башен — петроглифы различного вида, которые являются интересными для исследователей языческих культов.

## Галерея

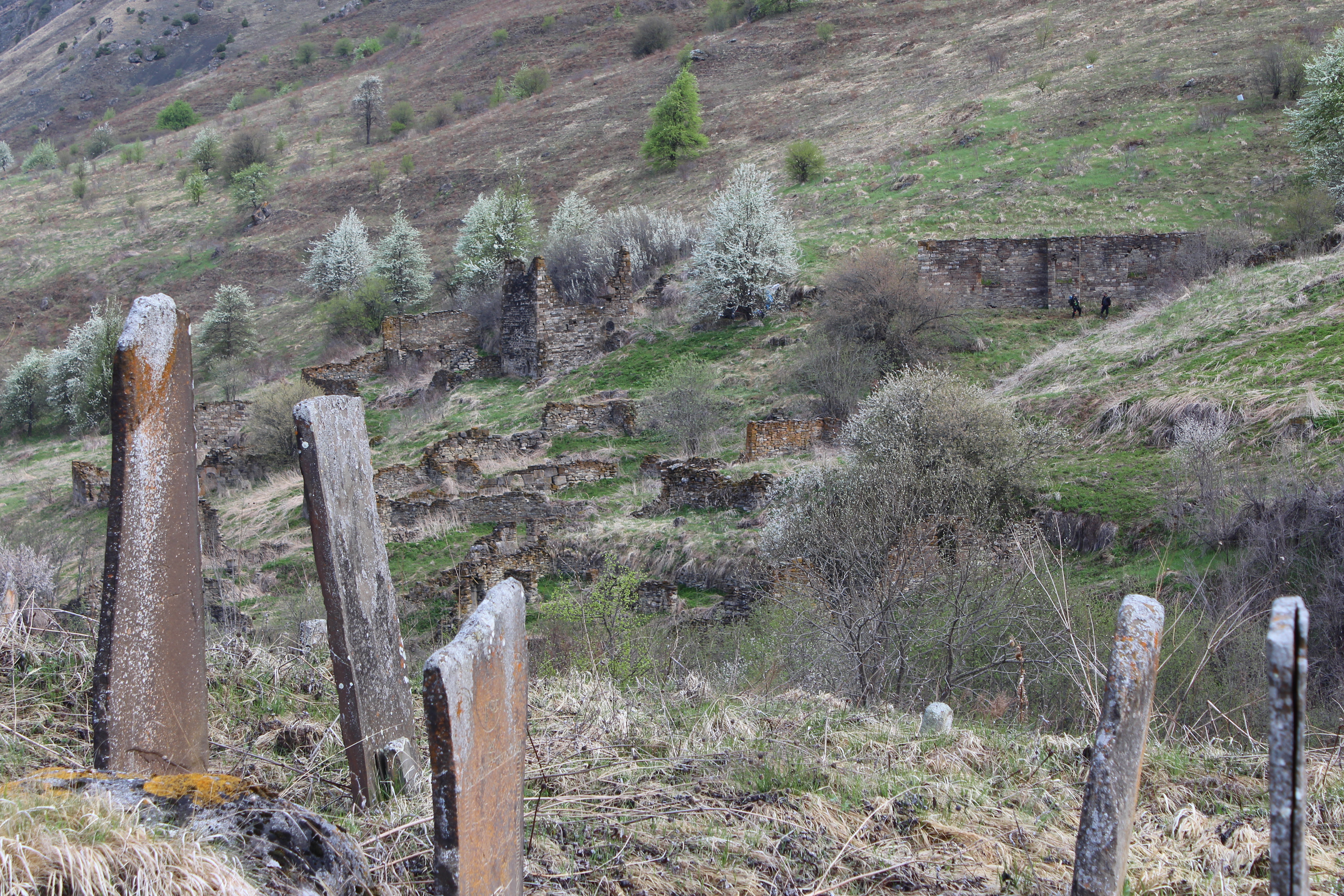
Общий вид бывшего селения